# Гизикис, Федон
Фе́дон Гизи́кис (греч. Φαίδων Γκιζίκης; 17 июня 1917, Волос — 27 июля 1999, Афины) — греческий военный и государственный деятель, член хунты «чёрных полковников» с 1967 по 1974 год, Президент Греции (1973—1974).

## Биография
В 1939 году Гизикис окончил Греческую Военную Академию. В 1940 году сражался с итальянцами на Албанском фронте. Участвовал в Греческой гражданской войне 1946—1949 гг. на стороне правительства. В 1968 году полковник Гизикис — военный правитель Афин. К 1971 году Гизикис — генерал-лейтенант, занял высокий пост в сухопутных войсках Греции. В 1973 году назначен командующим 1-й греческой армией.
В ноябре 1973 года после отстранения от власти Георгиоса Пападопулоса новый глава хунты Димитриос Иоаннидис, друг Гизикиса и его земляк (из Эпира), назначил его новым президентом Греции. Во время политического кризиса в 1974 году (после того как поддержанный хунтой военный переворот на Кипре привел к турецкому вторжению на этот остров) Гизикис встретился с ведущими греческими политиками, после чего принял решение отстранить от власти Иоаннидиса и назначить новым премьер-министром Караманлиса, борца против диктатуры, проживавшего за рубежом. Через несколько месяцев после этого Гизикис ушёл в отставку (новым президентом стал Михаил Стасинопулос).
Жил в уединении, ослеп, умер почти в нищете.